# Curt Bräuer
Curt Bräuer (født 24. februar 1889 i Breslau, død 8. september 1969 i Wiesbaden) var en tysk diplomat. Under Operation Weserübung var han Tysklands ambassadør i Norge. Det var ham, som leverede ultimatummet til den norske regering den 10. april 1940.
Bräuer vidste imidlertid ikke om invasionen før han fik besked den 8. april om at overlevere et ultimatum til den norske regering næste dag. Han var overbevist om, at den norske regering ville acceptere den tyske overmagt, hvis det ikke havde været for Hitlers krav om Quisling som statsminister. Derfor var han åben for det norske initiativ om et administrasjonsråd for de besatte områder sammensat af en del norske tjenestemænd. Den 16. april blev han erstattet af Josef Terboven, som Hitler mente var en stærkere personlighed.
Bräuer trådte ud af den diplomatiske tjeneste, og blev sendt til fronten. Her blev han taget til fange af russerne og sad ni år i krigsfangeskab i Sovjetunionen.